# Vlag van Overijssel

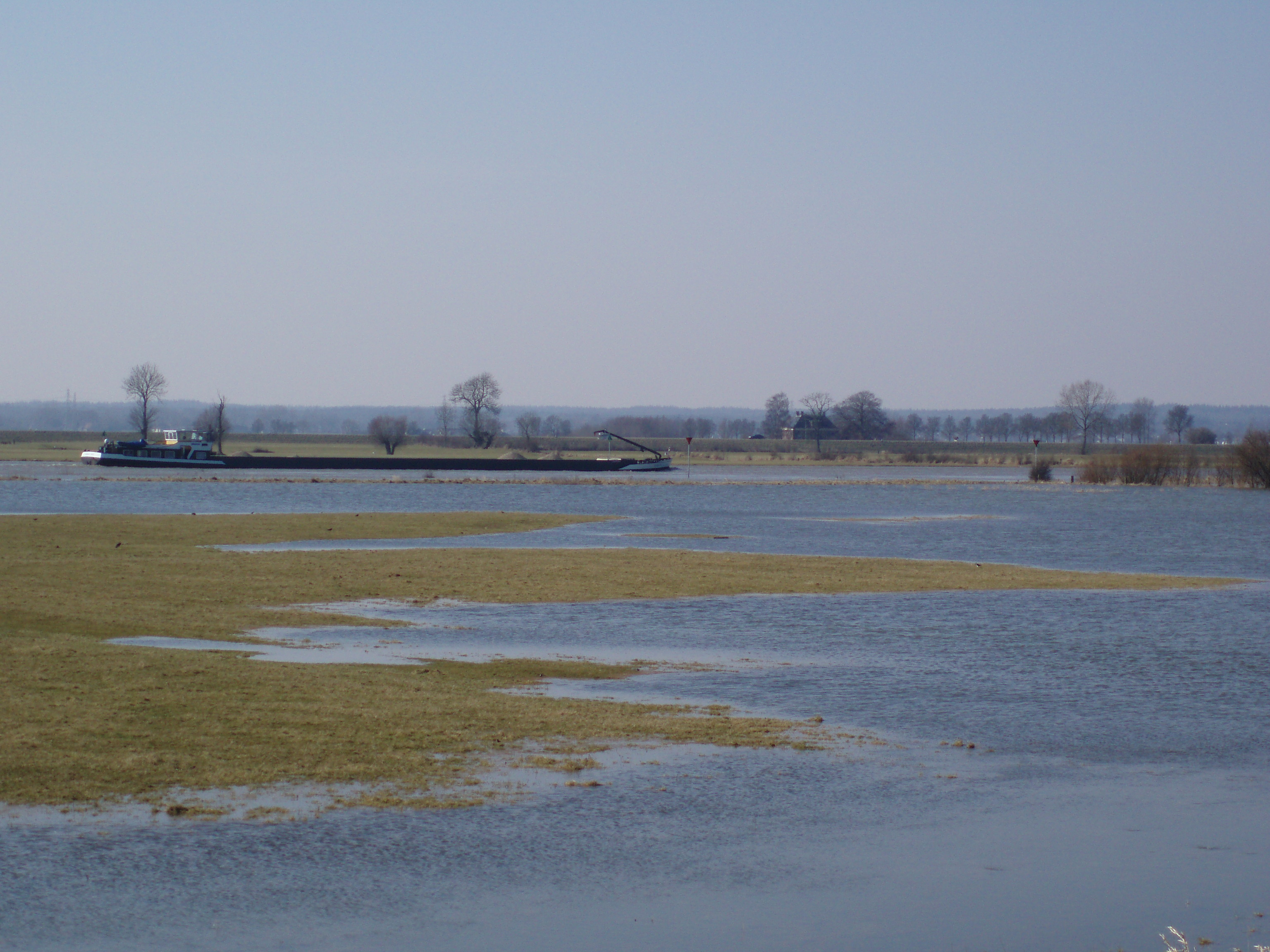
De IJssel staat centraal op de vlag

De vlag van Overijssel bestaat uit vijf horizontale banen in de kleuren (vanaf boven) rood, geel, blauw, geel en rood, waarbij de blauwe baan golvend is. De Gedeputeerde Staten van Overijssel namen de vlag op 21 juli 1948 aan, waarna de vlag op 20 augustus dat jaar in gebruik werd genomen.

## Beschrijving
De vlag wordt in het besluit als volgt beschreven:
Vijf even hoge banen van rood, geel, blauw, geel en rood, waarvan de blauwe baan golvend, met dien verstande, dat de hoogte van de vlag, langs de stok gemeten, zich zal verhouden tot de lengte van 5:8 ½ en de blauwe baan uit drie golvingen zal bestaan.

## Ontwerp
De hoogte-breedteverhouding van de vlag is officieel vastgesteld op 5:8½, wat neerkomt op 10:17. In de praktijk houdt men vaak echter een verhouding van 2:3 (10:15) aan.
Zowel aan de linker- als aan de rechterkant van de vlag nemen de twee rode, de twee gele en de blauwe baan elk een vijfde van de hoogte in. Naar het midden toe worden de gele banen smaller en breder, vanwege de golven in de blauwe baan. De blauwe baan heeft drie golvingen.
De kleuren zijn gedefinieerd als: rood PMS032, geel PMS109 en blauw PMS293.

## Symboliek
De gele en rode strepen, dienen de historische band met het gewest Holland uit te beelden. Rood en geel zijn namelijk de kleuren van het wapen van Holland en zijn als zodanig ook te zien in de vlag van Zuid-Holland en (vergezeld door blauw) in die van Noord-Holland.
De golvende blauwe baan in de Overijsselse vlag symboliseert de rivier de IJssel.

## Geschiedenis
De huidige vlag is de eerste en enige vlag die Overijssel ooit gehad heeft en werd zoals vermeld in 1948 aangenomen. Tien jaar eerder werd Overijssel bij het veertigjarig regeringsjubileum van koningin Wilhelmina vertegenwoordigd door een horizontale rood-geel-blauwe driekleur, maar deze vlag had geen officiële status.